# Verticordia longistylis
Verticordia longistylis är en myrtenväxtart som beskrevs av Alexander Segger George. Verticordia longistylis ingår i släktet Verticordia och familjen myrtenväxter. Inga underarter finns listade i Catalogue of Life.